# ヤードバーズ
ヤードバーズ（The Yardbirds）は、イングランドのロックバンド。エリック・クラプトン、ジェフ・ベック、ジミー・ペイジら有名ギタリストが在籍したことで知られ、レッド・ツェッペリン結成の母体ともなったグループ。結成30周年の1992年、創設メンバーにより再結成を果たしている。
「ローリング・ストーンの選ぶ歴史上最も偉大な100組のアーティスト」において第89位。

## 概要
バンド名はジャズ・サックスプレーヤー、チャーリー・パーカーのあだ名「ヤードバード（囚人）」に由来。エリック・クラプトン、ジェフ・ベック、ジミー・ペイジという3人の著名なギタリストが在籍したことで知られている。ボーカリストのキース・レルフはハープの演奏に長けていた。
その音楽性は幅広く、ブルースロック、ブルース、R&Bやロックンロールなどを主体に、フォークや、ポップス、サイケデリック・ロックを融合。後のハードロックの基礎を築き、後続のロック・ミュージシャンに影響を与えた。
メンバーの入れ替わりが激しいバンドで、マネージャーも約5年間に3人交代した。

### クラシックメンバー
- キース・レルフ (Keith Relf) - ボーカル、ハープ
- ジム・マッカーティ (Jim McCarty) - ドラムス
- ポール・サミュエル＝スミス (Paul Samwell-Smith) - ベース
- クリス・ドレヤ (Chris Dreja) - リズムギター、のちベース。再結成以降は再びリズムギター
- アンソニー・トップ・トプハム (Anthony 'Top' Topham) - ギター、初代
- エリック・クラプトン (Eric Clapton) - ギター、2代目
- ジェフ・ベック (Jeff Beck) - ギター、3代目
- ジミー・ペイジ (Jimmy Page) - ベースのちギター、4代目

## 歴史
1960年代前半、ロンドンのリッチモンドで人気のあったナイトクラブ「クロウダディ・クラブ」で、プロデビューしたローリング・ストーンズの後釜で演奏を始めたのが彼らヤードバーズである。当時のマネージャー、ジョルジオ・ゴメルスキーによると、不良っぽいイメージのあったストーンズとは一味違ったスタイルのバンドを、クロウダディ・クラブの舞台に立たせたかったという。

### 創設期（1962年 - 1963年）
- キース・レルフ（ボーカル、ハープ）ロンドンのリッチモンド出身
- ジム・マッカーティ（ドラムス）
- ポール・サミュエル＝スミス（ベース）
- クリス・ドレヤ（リズムギター）
- アンソニー・トップ・トプハム（ギター）

当初は、このメンバーで活動を開始。この時代からクラプトン脱退までは、純粋なブルースやR&Bなどのカヴァーを志向するバンドであった。
しかし、リードギターのトプハムが両親の反対を理由に、間もなく脱退する。そして、レルフの友人であったエリック・クラプトンがリードギターとして加入した。

### クラプトン時代（1963年 - 1965年）
- キース・レルフ（ボーカル、ハープ）
- ジム・マッカーティ（ドラムス）
- ポール・サミュエル＝スミス（ベース）
- クリス・ドレヤ（リズムギター）
- エリック・クラプトン（ギター）

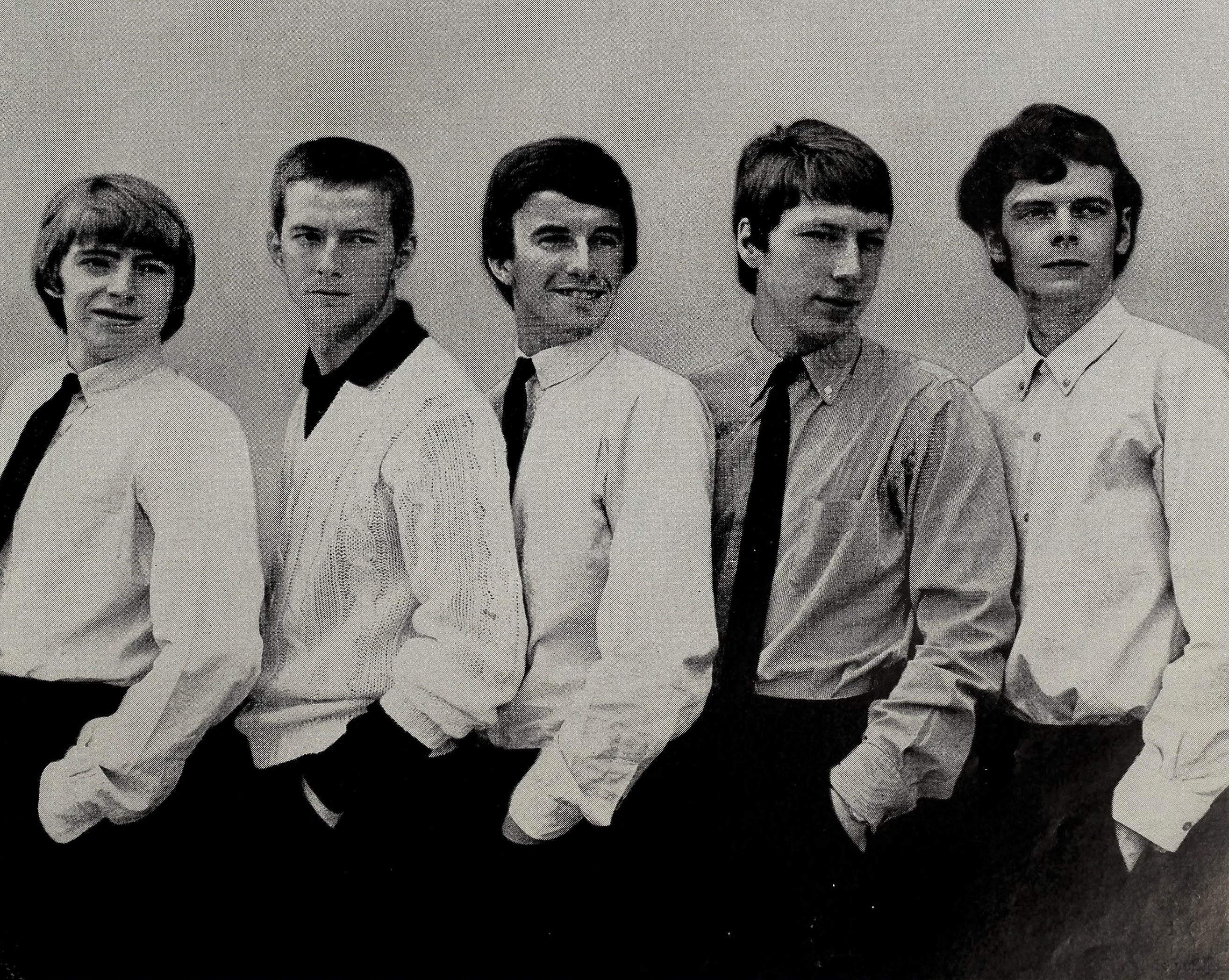
左からレルフ、クラプトン、マッカーティ、ドレヤ、サミュエル＝スミス（1964年）

この当時の空気を伝えるのが、彼らのファーストアルバムにしてライブ盤の『ファイヴ・ライヴ・ヤードバーズ』である。メンバーは全員ダーク・スーツ。そしてスローなブルースのカバーをハイテンポかつ大音量で、そして1曲を30分近くかけて演奏するという独特なスタイルであった。
また、アメリカのブルース・マン、サニー・ボーイ・ウィリアムソンII 
のライブの伴奏も務め、アルバムも発売された。
ライブでは人気のあった彼らだが、発表するシングルはブルースのカバー曲がほとんどで、しかも彼らのスタジオセッションはライブよりも大人しい音になってしまうのも相まって（ファーストアルバムがライブ盤となった理由もそこにあったようだ）、ヒットに恵まれなかった。やがて、ジョルジオ・ゴメルスキーとメンバーはヒットを渇望し、チェンバロをイントロに導入したポップ志向の曲「フォー・ユア・ラヴ」を録音した。しかし、より純粋なブルースを志向していたクラプトンはそんな彼らと対立し、ブギ風のパートを渋々弾いてはいたが、それ以外はスタジオのベンチでふて寝をしていたという。それをきっかけにクラプトンはバンドの脱退を決意する。だが皮肉にも「フォー・ユア・ラヴ」は英米でヒットした(全英3位・全米6位)。

### ベック時代（1965年 - 1966年）
- キース・レルフ（ボーカル、ハープ）
- ジム・マッカーティ（ドラムス）
- ポール・サミュエル＝スミス（ベース）
- クリス・ドレヤ（リズムギター）
- ジェフ・ベック（ギター）

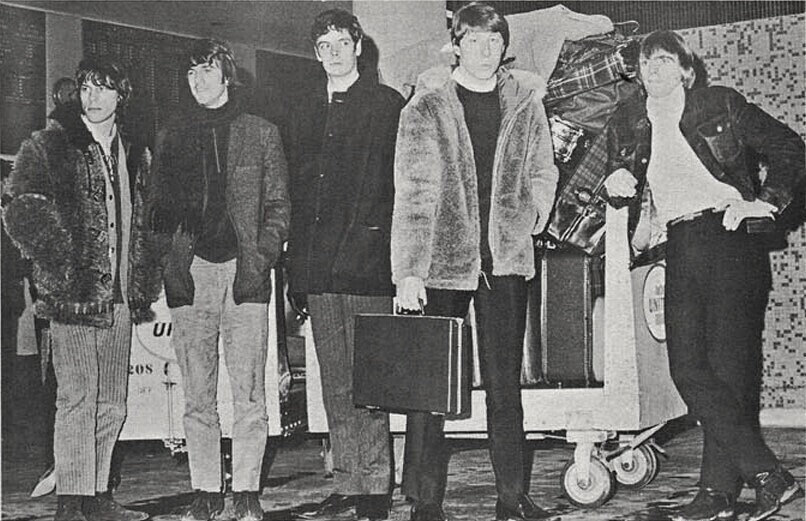
左からベック、マッカーティ、サミュエル＝スミス、ドレヤ、レルフ（1966年）

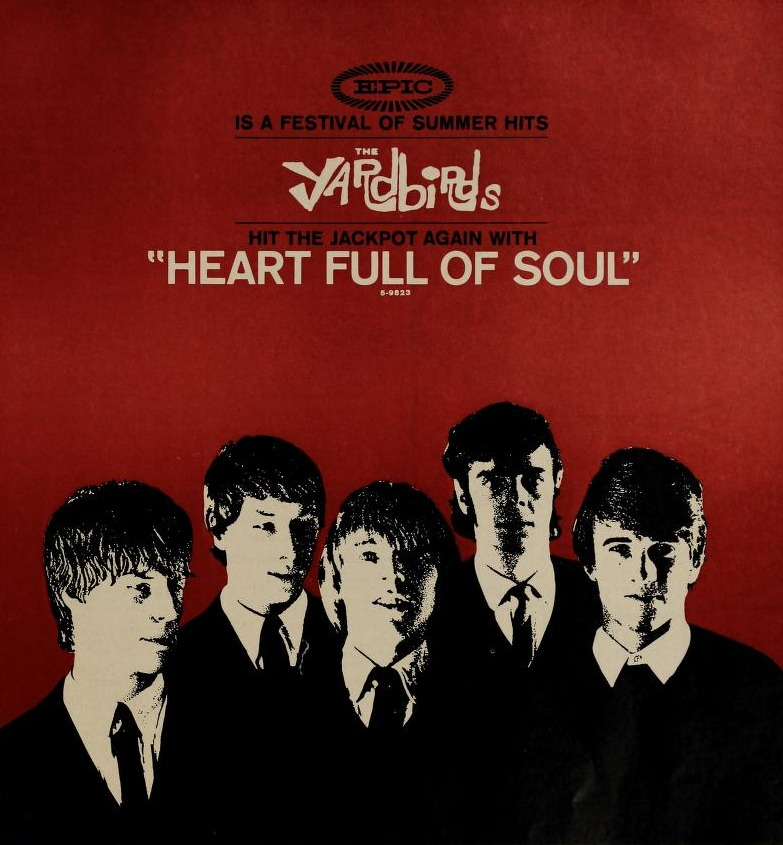
シングル「ハートせつなく」の米国盤ジャケットは前任のクラプトンで印刷されていたため、ベックに修正された広告

強力なギタリストを失った彼らは、セッション・ギタリストとして名を馳せていたジミー・ペイジに声をかけた。しかしペイジは学友だったクラプトンを気遣うのとセッションの仕事が忙しいのとで勧誘を断わって、代わりに『幼馴染み』のジェフ・ベックを推薦した。
ベックは即参加。彼はポップな感性や斬新なギター奏法も持ち合わせていたので、バンドとは利害が一致した。ファズを効果的に使用したポップソング「ハートせつなく」を皮切りに、「いたずらっ娘」、「トレイン・ケプト・ア・ローリン」を発表した。しかし、マネージャーのゴメルスキーとビジネス絡みで不仲になり、バンドはサイモン・ネイピア＝ベルを新しいマネージャーに迎えた。アルバム『ロジャー・ジ・エンジニア』は僅か5日という期間で制作された。以前のR&B色は薄まり、当時の世相を反映させたアルバムで、メンバーのアイデアをふんだんに詰め込んだポップな内容となっている。作詞をレルフ、プロデュースをサミュエル＝スミス、ライナーノーツをマッカーティ、ジャケットのイラストとデザインをドレヤが手掛けた。ベックのフィードバック奏法は本作の目玉となった。
この時期のヒット曲としては、「ハートせつなく」、「いたずらっ娘」、「スティル・アイム・サッド」(「いたずらっ娘」のカップリング曲)、「アイム・ア・マン」(ボ・ディドリーのカバー)、「シェイプス・オブ・シングス」、「サイドウェイズ・ダウン」などがある。

### ベック & ペイジ時代（1966年）
- キース・レルフ（ボーカル、ハープ）
- ジム・マッカーティ（ドラムス）
- クリス・ドレヤ（ギター、のちベース）
- ジミー・ペイジ（ベース、のちギター）
- ジェフ・ベック（ギター）

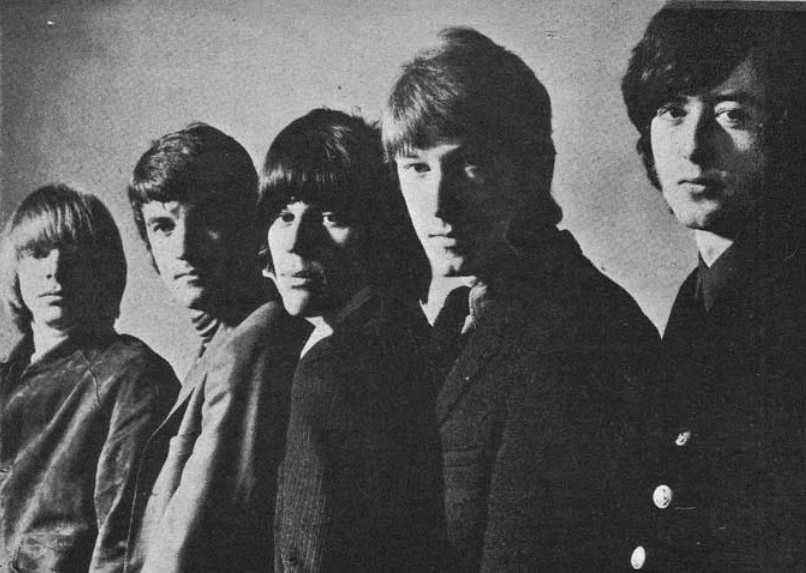
左からレルフ、マッカーティ、ベック、ドレヤ、ペイジ（1966年）

サミュエル＝スミスが、以前から興味のあったプロデューサー業に転職するという理由で脱退した。ペイジは、オックスフォード大学で行われたコンサートで、レルフが興奮の余り観客に向かって"Fuck"を連発した挙句、ドラムセットに向かって背中から突っ込みそのまま引っくり返ってしまい、それに対してサミュエル＝スミスが激怒して脱退を宣言したと回想している。優れたベーシストでバンドの楽曲の殆どの作曲とプロデュースを行っていたサミュエル＝スミスに抜けられたのは痛手だった。そこでベックは友人であり、プロデューサーの経験が豊富なペイジをバンドに迎え入れることを提案し、ペイジは快く参加した。実はペイジはベースを弾いた経験が無かったが、何でもいいからバンド活動を開始出来るチャンスを探していた当時の自分にとっては都合が良かったと、後に証言している。
1週間ほどペイジがベースを担当したあと、ベースをドレヤに持たせてツインリード編成にして立ち位置を左右にすることでステレオ効果を発揮。今までよりも更に攻撃的な「Happenings 10 Years Time Ago（幻の10年）」、「Psycho Daisies」そしてミケランジェロ・アントニオーニ監督の映画『欲望』（原題：Blow Up）の挿入歌として使用された「Stroll On」の3曲が作られる。『欲望』には本来ザ・フーが出演する予定だったが、都合で彼等に変更された。この映画はベック・ペイジ体制の数少ない貴重な映像としても知られている。劇中ではベックがギターを壊す演技をするシーンがある。このパフォーマンスを気に入ったベックは、当時のライブで盛んにギター壊しを行っていたという。
しかしこの体制は数ヶ月と長続きせず、ベックがライブを欠席する機会が増えていった。マネージャーのネイピア＝ベルのレコード・コレクターズ誌上でのインタビューによると当時のメンバーの仲は最悪で、ベックはメンバーとの不仲にストレスを溜め、アメリカでのツアー中に体調を崩したり、アメリカで知り合った女性と遊んでいたなどといわれている。そしてついにベックはある日、ペイジに「俺は辞める」と言い残し、バンドには二度と顔を出さなくなった。公的には「扁桃炎を患ったために脱退」とされた。

### ペイジ時代（1966年 - 1968年）
- キース・レルフ（ボーカル、ハープ）
- ジム・マッカーティ（ドラムス）
- クリス・ドレヤ（ベース）
- ジミー・ペイジ（ギター）

ペイジ時代は良くも悪くも一番長続きした時代である。ペイジはベック抜きで時々演奏していたため、そのまま4人体制でいけると判断。そしてハーマンズ・ハーミッツのプロデューサーだったミッキー・モストのプロダクションに移籍。マネージャーのネイピア＝ベルもベックを追う形で辞め、後任はペイジと旧知のピーター・グラントになった。この時ネイピア＝ベルは「メンバーの中に凄く頭の切れる奴がいる…ジミー・ペイジさ」とグラントに話したという。ペイジはセッション時代に培った豊富なアイデアを持ち、よりハードなサウンドを推し進めていったが、当時のプロデューサー、ミッキー・モストやピーター・グラントは、ポップ志向の強い楽曲をレコードにすることをバンドに強要した。そして、その影響が顕著なアルバム『リトル・ゲームズ』がアメリカのみでリリースされる。この頃、バンドはイギリスでの人気は落ち目であった。しかし海外ではまだ需要があったため、アメリカやヨーロッパ各国を回るツアー三昧の日々が続いた。ライブ演奏を楽しんでいたペイジをよそに、他のメンバー達は意欲を失いつつあった。レコード・セッションにも参加せず、マッカーティはドラッグ漬けで時折演奏不能に陥ったり、元々低めな声のレルフは、ラウドになってゆくバンドのサウンドに付いて行けず声が破綻寸前だった。解散後に発表されたライブ盤『LIVE YARDBIRDS FEATURING JIMMY PAGE』は、そんな状況をしっかりと刻んでいる。
そして、「Goodnight Sweet Josephine」、「Think About It」のシングルを発表。1968年7月7日のラトンでのコンサートを最後にレルフとマッカーティは脱退しアコースティック・デュオを結成。ペイジはテクニックを重視しスティーヴ・マリオットやスティーヴ・ウィンウッド、テリー・リード（vo.g）と、プロコル・ハルムのB.J.ウイルソン（ds）をメンバーに誘うが、いずれも断られてしまう。ほどなくドレヤも写真家になるべく脱退。残されたペイジは、契約上の問題もあってバンドを継続させようとセッション仲間だったジョン・ポール・ジョーンズと組み、バーミンガム出身で無名のシンガーだったロバート・プラント、その仲間だったドラマーのジョン・ボーナムを加え再始動する。この時、オリジナルメンバーが居なくなったこともあって、ニュー・ヤードバーズとバンド名を改めた。しかし、その後、契約上の問題が解決したことや、過去の物となりつつあった「ヤードバーズ」を名乗ることに意義が乏しかったことも有り、結局、ニュー・ヤードバーズは「レッド・ツェッペリン」の名で、ヤードバーズとは決別した新たなバンドとして、再出発を遂げることとなった。

### その後のメンバー達
エリック・クラプトン、ジェフ・ベック、ジミー・ペイジはリンク参照。
レルフは妹やマッカーティと共にルネッサンス、アルマゲドンなど様々なバンドを結成したが、1976年、自宅でエレクトリック・ギターを使って作曲中に感電事故で死去。
マッカーティはレルフとイル―ジョンを結成し、彼の死後、活動を継続。
ドレヤは写真家に転職。レッド・ツェッペリンの1969年発売のファースト・アルバムの裏ジャケットの写真を撮影した。
サミュエル＝スミスはプロデューサーに転職。キャット・スティーヴンス、レルフとマッカーティのルネッサンスやイル―ジョンなど、様々なアーティストやバンドのアルバムをプロデュースした。
1983年、マッカーティ、ドレヤ、サミュエル＝スミスは「ボックス・オブ・フロッグス」を結成。ボーカルはジョン・フィドラーが担当。実質的には新ヤードバーズだった。84年にアルバムを発表した。2枚のアルバムをリリースした。

## 再結成

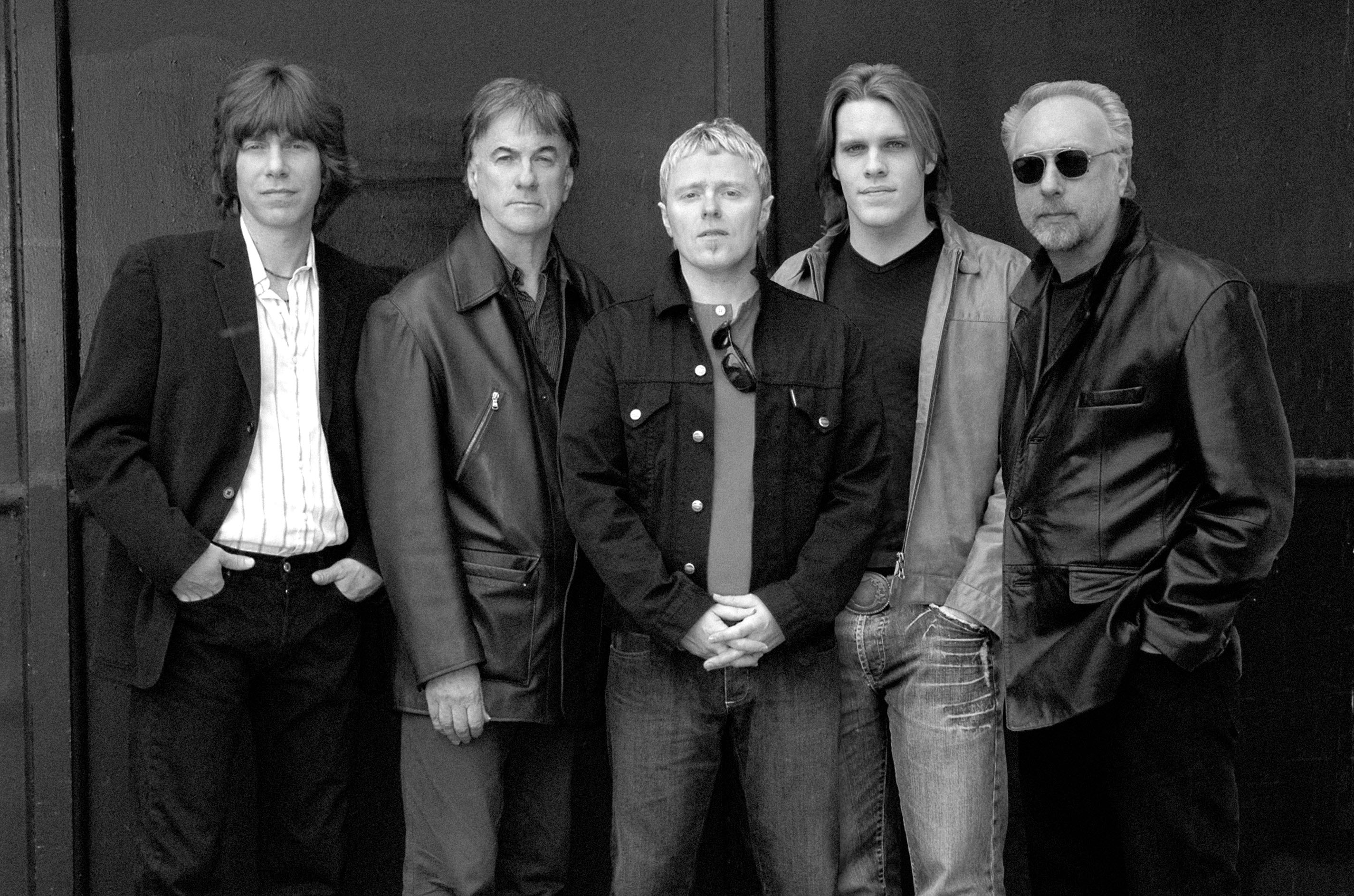
左から2人目がマッカーティ、右端がドレヤ（2005年）

1992年、ヤードバーズはドレヤとマッカーティを中心に新たなメンバーを加え再結成した。リード・ギターとベースはしばしば入れ替わったものの、活動を続けている。
2003年には35年振りとなる新作『バードランド』を発表。
2013年にはドレヤが離脱し、入れ替わりにオリジナル・ギタリストのトップ・トプハムが50年ぶりに復帰。
2015年以降は、1960年代のメンバーはマッカーティのみとなっている。

## ディスコグラフィ

### アルバム
- 『ファイヴ・ライヴ・ヤードバーズ』 - Five Live Yardbirds (1964年)
- 『フォー・ユア・ラヴ』 - For Your Love (1965年)
- 『ハヴィング・ア・レイヴ・アップ』 - Having a Rave Up with The Yardbirds (1965年)
- 『ロジャー・ジ・エンジニア』 - Roger the Engineer (1966年)
- 『リトル・ゲームズ』 - Little Games (1967年)
- 『バードランド』 - Birdland (2003年)

## 日本公演
- 2011年
- 2016年